# Un morto da vendere
Un morto da vendere è una commedia farsesca in atto unico di Dario Fo.
Primo atto unico scritto dal premio Nobel per la letteratura, l'opera illustra perfettamente il valore che Fo ha trovato in strutture brevi e semplici, mentre il pezzo progredisce rapidamente e inesorabilmente in un vortice di emozioni. 

## Trama
La trama è semplice: un paio di truffatori tramano per ripulire un sempliciotto ubriaco che gioca a vari giochi di carte. Dopo essere stati sconfitti dal cliente, gli sparano e lo uccidono. L'ubriaco poi si svela essere il brigante noto come "Il Magnaccio", su cui perde una taglia di mille marenghi e che utilizza una pistola camuffata da pipa.
L'opera e la sua narrazione è basata sull'azione: l'apparente mancanza di profondità dei personaggi si presta a una serie di colpi di scena improbabili e divertenti da seguire, con l'astuzia che emerge come risorsa centrale e più preziosa. Usando la risata come espediente per assicurarsi l'attenzione del suo pubblico, Fo utilizza licenze poetiche, elude ogni preoccupazione per il realismo o anche per la verosimiglianza, e costruisce una sceneggiatura intelligente che è facile da seguire - essenziale quando il pubblico ride a crepapelle - e tuttavia contiene un chiaro e duraturo messaggio morale.

## Traduzioni
Ed Emery ha effettuato una traduzione in inglese autorizzata dall'autore, intitolata Corpse for Sale.